# Гобики (станция)
Гобики — закрытый остановочный пункт Смоленского отделения Московской железной дороги, расположенный в посёлке Гобики Рогнединского района Брянской области, в 60 км от станции Фаянсовая.

## История
Станция Гобики открыта в 1935 году.
В апреле 2015 года прекращено движение пригородных поездов.
Остановочный пункт закрыт в 2020 году.